# Hervormde Kerk (Schoorl)
Hervormde Kerk is een kerk gelegen aan de Duinweg 5 in het Noord-Hollandse Schoorl. 

## Geschiedenis
Na instorting van zijn voorganger in de nacht van 19 op 20 april 1779 verrees in 1782-1783 de huidige kerk, die op 25 januari 1784 werd ingewijd. Het eenbeukige zaalkerkje in gotiserende trant, met spitsboogvensters, steunberen en driezijdige sluiting, vertoont grote overeenkomsten met de Hervormde Kerk in Egmond aan Zee (1746). Het is in de noordmuur gedateerd in 1783. Op de westzijde van het dak staat een houten torentje met achtzijdige spits. 
Sinds 1972 zijn zowel de kerk als de toren als rijksmonument ingeschreven in het monumentenregister.

## Interieur
In de kerk bevinden zich een 17e-eeuwse grafstenen en een preekstoel uit de 18e eeuw.
Verder staat er een eenklaviers orgel uit 1716 gemaakt door M. Verhofstad en diens medewerker Th. Schiffers. In 1917 werd een tweede orgel geplaatst in de kerk.

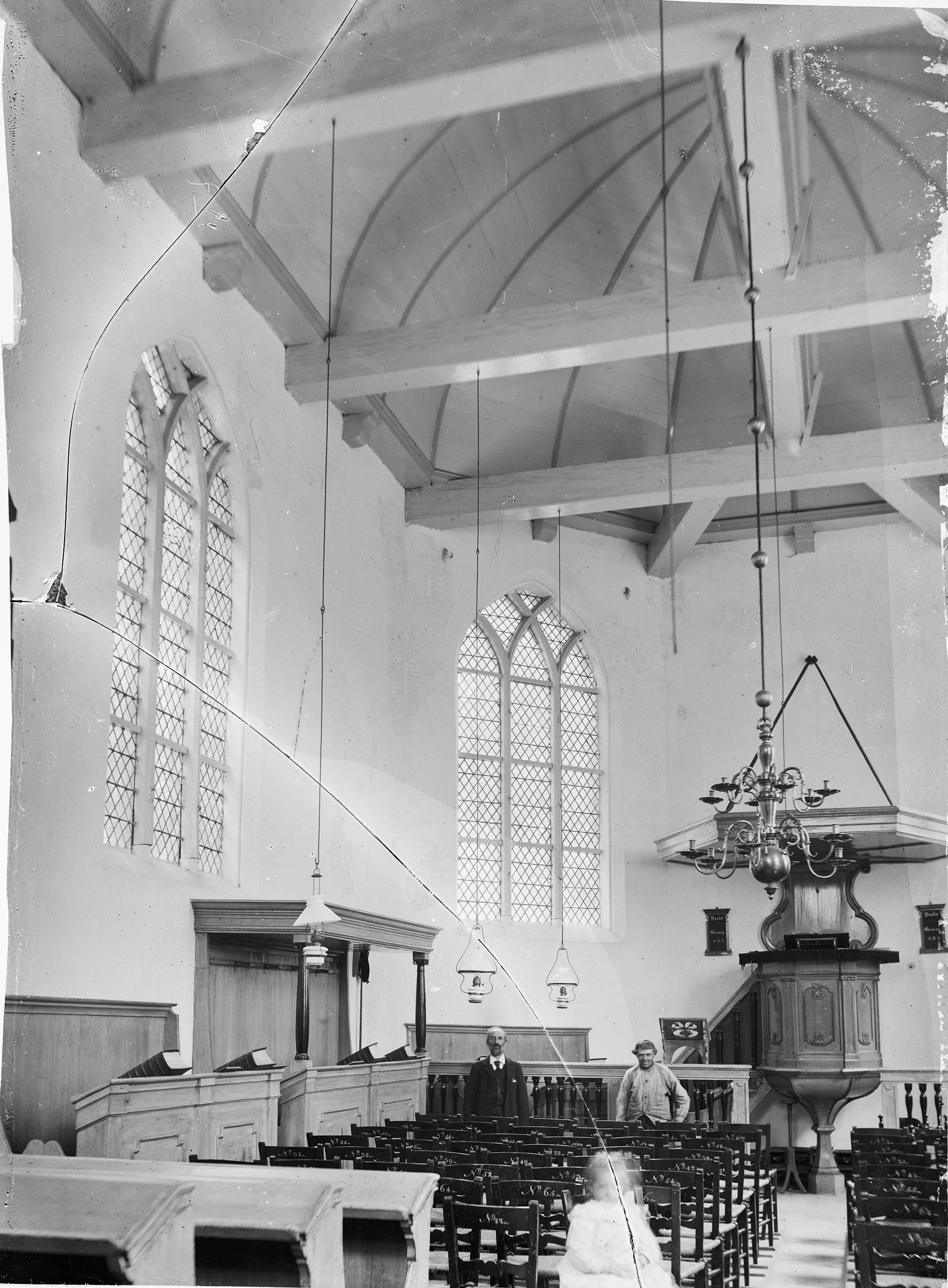
Zicht op kansel